# Попельский, Леон
Леон Попе́льский (пол. Leon Popielski; 1866, с. Сосничаны (ныне Гмина Копшивница Сандомирского повята, Свентокшиского воеводства Польши — 1920, Львов) — польский учёный, педагог. Основатель польской и львовской биохимической, физиологической и фармакологической школ.

## Биография
В 1884 году поступил на физико-математический факультет Императорского Санкт-Петербургского университета). До 1888 года изучал, кроме математики, физику и технологию. Затем с 1889 по 1894 год продолжил обучение медицинским наукам в Военно-медицинской академии в Санкт-Петербурге у И. Р. Тарханова и лауреата Нобелевской премии в области медицины и физиологии (1904 г.) И. П. Павлова. Окончил академию «с высшей похвалой» (cum eximia laude) и присвоением звания врача.
Работал научным сотрудником Петербургского Института экспериментальной медицины (1894—1897), прозектором кафедры физиологии Петербургской военно-медицинской академии (1898—1900), по совместительству ассистентом кафедры физиологии Петербургского медицинского женского института (1899—1900), руководителем химико-бактериологической лаборатории Московского военного госпиталя (1901—1903). Был участником ликвидации эпидемии тифа и холеры в Маньчжурии (1904—1905).
В 1895 году Л. Попельскому присвоена степень доктора наук.
В 1899 г. Военно-медицинская академия присвоила ему степень доцента физиологии. В 1904 г. получив заграничную стипендию, Попельский совершил поездки по ряду исследовательских лабораторий Европы. Стажировался в Вене, Будапеште, Мюнхене, Берлине, Страсбурге, Лейпциге (1899—1901, 1904).
В 1904 г. был принят на должность профессора фармакологии и фармакогнозии Львовского университета им. Яна-Казимира в Галиции. Эту должность Попельский получил, благодаря большой поддержке И. Павлова, и трудился на этом посту с 1905 по 1920 год. В 1909—1910 г. — декан медицинского факультета Львовского университета.

## Научная деятельность
Направления научных исследований: физиология пищеварения, в частности, вопросы функционирования и иннервации пищеварительных желез, секреции пищеварительных ферментов.
Первым в мировой науке доказал, что регуляция работы желудка и поджелудочной железы осуществляется не только нейрорефлекторными, а гуморальным способом; открыл биологически активную субстанцию, которую назвал вазодилятином, что позволило открытие секретоничное действия гистамина, доказал влияние последнего на выделение желудочного сока, открыл явление стимуляции ионами водорода секреторной активности поджелудочной железы, проводил фармакодинамические исследования пептона и вытяжек из тканей; изучал влияние алкоголя на организм человека, прорабатывал вопросы гигиены.

## Избранные научные труды
Автор около 90 научных работ, среди них учебника по фармакологии.
- О значении печени в организме на основании патологических и физиологических данных (1895);
- Роль печени в превращениях крови. (1897);
- О секреторно-задерживающих нервах поджелудочной железы (диссерт. работа) (1896); Ьber die physiologische Wirkung und chemische
- Natur des Sekretins (1905);
- O fiziologicznych i chemicznych wіaњciwosciach wazodilatyny, czynnego ciaіa narzadyw prawidіowego ustroju (1909);
- Nowe ciaіo w ustroju, podnoszece cienienie krwi (1909);
- Die Wirkung der Organextrakte und die Theorie der Hormone (1912);
- Histamina i wyciągi z narządów (1920) (1920);
- Podstawy farmakologii doswiadczalnej (учебник) (1927).

## Педагогическая деятельность
Воспитал множество учеников, подготовил 17 профессоров, в том числе В. Косковского, Е. Модраковского (будущего ректора Варшавского университета), Ф. Чубальского и других.